# Поверхностное очарование
Пове́рхностное очарова́ние (или «бо́йкое очарова́ние») является «тенденцией быть привлекательным, обаятельным, ловким и простым в общении».
Фраза часто появляется в перечне характеристик психопатических личностей, например, таких как Херви М. Клекли в «Маска здравомыслия» и Роберт Д. Хаэр «Контрольный список психопатии».
Связано с выражениями «наступление очарованием», «включить очарование» и «поверхностная улыбка».

## История
Классическая риторика рано выделила критическую категорию поверхностного очарователя, чья заслуга была чисто словесной, без лежащей в основе субстанции.
В девятнадцатом веке писательница Джордж Элиот исследовала темную сторону викторианского женского идеала, заключая, что недостаток ума в женщине прикрывался искусственным очарованием образа.

## Психопатическое очарование
Современный интерес к поверхностному очарованию восходит к классической работе Херви М. Клекли в (1941), в рамках которой исследуется социопат: с момента выхода его работы стало широко признано, что социопат / психопат характеризовался поверхностным очарованием и пренебрежением к чувствам других людей.
Последующие исследования скорректировали, но не коренным образом изменили первоначальную оценку Клекли. В последнем обзоре диагностики смесь интеллекта и поверхностного очарования Клекли была пересмотрена, чтобы отразить более девиантное поведение, более разговорчивое, ловкое и неискреннее.
Различают также тонкое, скромное очарование социопата и более экспансивную, волнующую спонтанность, которая служит для того, чтобы дать социопату своего рода животный магнетизм.

## Нарциссизм
Этот термин также встречается в обсуждении Хоткинса нарциссов: «Их поверхностное очарование может очаровать».
У таких личностей, однако, за романтическими жестами, которые служат только для того, чтобы прокормить собственное эго, нет ничего.
Нарциссы известны как манипуляторы, которые действуют очаровательным способом, захватывая своих жертв, приостанавливая их самозащитное поведение и снижая их личные границы. Они в состоянии сделать так, что люди в них влюбляются. Нарциссы это делают для удовлетворения своих нарциссических потребностей.

## Социальные хамелеоны
Социальные хамелеоны описываются Дэниелом Гоулманом как знатоки социального интеллекта, которые в состоянии произвести очаровательное хорошее впечатление, но для достижения своих истинных мотивов. Их способность управлять впечатлениями часто приводит к успеху в таких областях, как театр, продажи или политика и дипломатия.
Однако исследователь писатель подчеркивает, что так как у социальных хамелеонов отсутствует чувство своих внутренних потребностей, они рискуют в конечном счёте (несмотря на их очарование и всю поверхностную экстравертность) закончить как "безродные хамелеоны", бесконечно принимающие социальные сигналы от других людей.

## Положительные результаты
Поверхностные очарователи, в их более доброкачественных проявлениях, могут производить различные положительные результаты, их разговорные навыки предоставляют беззаботное развлечение в общественных местах, благодаря их способности нравиться.

## Наступление очарованием
«Наступление очарованием» является связанной концепцией и означает рекламную кампанию, как правило, политиков, которые пытаются привлечь сторонников, привлекая их харизмой и надежностью . Впервые выражение было использовано в калифорнийской газете The Fresno Bee в октябре 1956 года.

## Литературные аналоги
Фрэнсис Скотт Фицджеральд исследовал разрушительные последствия избыточного очарования в таких рассказах, как «Магнетизм», утверждая, что очарование, для тех, у кого оно было, имело свою собственную жизнь, требуя постоянного использования, чтобы сохранить себя в отличном состоянии. Роман «Похоронные стихотворения в столовой» Уилфа Мартина  содержит коллекцию образов классических психопатов, каждый из которых при помощи внешнего очарования обеспечил свой путь в дом завоевателя, в первую очередь Джамиль Китинг, скромное очарование которого завоевало сердце матери Уилфа Кэролайн Мартин.

## Критика
Критики возражают, что есть несколько объективных критериев, которые позволяют отличить поверхностное очарование от натурального и что в рамках обычных правил вежливости все мы регулярно используем поверхностное очарование в повседневной жизни: передавая поверхностную солидарность и фиктивную доброжелательность по сетям социального взаимодействия.